# ピエトロ・ヴェヌーティ (潜水艦)
ピエトロ・ヴェヌーティ（Pietro Venuti）は、2014年10月9日にフィンカンティエリのムッジャーノ造船所（ラ・スペツィア）で進水したイタリア海軍の潜水艦。
本艦はトダロ、シレに続くトダロ級（設計はドイツの212A型潜水艦と同一）の3番艦であるとともにトダロ級第2シリーズの1番艦となっている。

## 艦歴
トダロ級第2シリーズの潜水艦はピエトロ・ヴェヌーティ（S 528）とロメオ・ロメイ（S 529）の2艦と見なされている。1番艦（ピエトロ・ヴェヌーティ）は2016年7月6日に就役し、2番艦（ロメオ・ロメイ）は2017年5月11日に就役した。
第1シリーズとの主たる違いは戦闘および通信システムと考えられている。特に、第2シリーズの2艦は高速衛星接続能力とオプトロニックマスト（潜望鏡）を備え、WASS社製ブラックシャーク先進魚雷に基づいた新しい兵装システムを備えている。さらに、燃料搭載量が増えたことによって航続距離も増大している。
2013年10月30日に、ヴェヌーティの艦尾部分が取り付けられ、耐圧殻の閉鎖段階が開始された。
2014年10月9日フィンカンティエリのムッジャーノ造船所で進水した。
2016年7月6日に海軍に引き渡され、乗員は潜水艦訓練を無事に完了したのちの2017年2月6日にターラントの潜水艦基地に初めて上陸し、伝統にのっとった歓迎式典で迎えられた。

## 艦名
本艦の名称は、1940年6月24日に戦友たちを救うために艦とともにアラビア海に沈むことを厭わず、後に紅海上で武功勲章を受けた潜水艦ルイジ・ガルヴァニの第2水雷長ピエトロ・ヴェヌーティに由来している。